# 乌维尔
乌维尔（法語：Ouville，法語發音：[uvil]）是法国芒什省的一个市镇，属于库唐斯区。

## 地理
乌维尔（49°1'10"N, 1°21'45"W）面积11.2 平方千米，位于法国诺曼底大区芒什省，该省份为法国西北部沿海省份，西、北、东北三面环大西洋，东起顺时针与卡爾瓦多斯省、奧恩省、马耶讷省和伊勒-维莱讷省接壤。
与乌维尔接壤的市镇（或旧市镇、城区）包括：贝尔瓦勒、库尔西、蒙潘雄、尼科尔、圣但尼勒韦蒂、索塞、萨维尼。

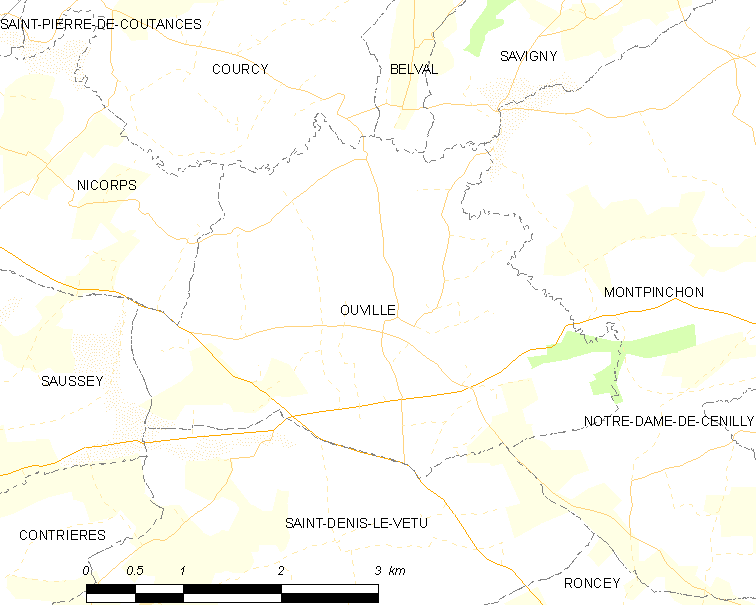
乌维尔的OSM定位图

乌维尔的时区为UTC+01:00、UTC+02:00（夏令时）。

## 行政
乌维尔的邮政编码为50210，INSEE市镇编码为50389。

## 政治
乌维尔所属的省级选区为谢讷河畔凯特勒维尔县。

## 人口

1962-2008年间乌维尔人口变化图示

乌维尔于2022年1月1日时的人口数量为447人。